# 終戦の日
終戦の日（しゅうせんのひ）は、日本における第二次世界大戦終結（終戦）日の呼称である。
日本においては、終戦記念日（しゅうせんきねんび）は1945年8月15日と認識されている。しかしアメリカ合衆国など多くの国々では、一般的に日本が降伏文書に調印した1945年9月に終結したと認識されており、国によって1945年9月2日とする国（アメリカ合衆国など）、9月3日とする国（中華人民共和国など）がある。第二次世界大戦戦勝国にあたるいくつかの国では対日戦勝記念日が祝われる（当該記事も参照）。

## 日本

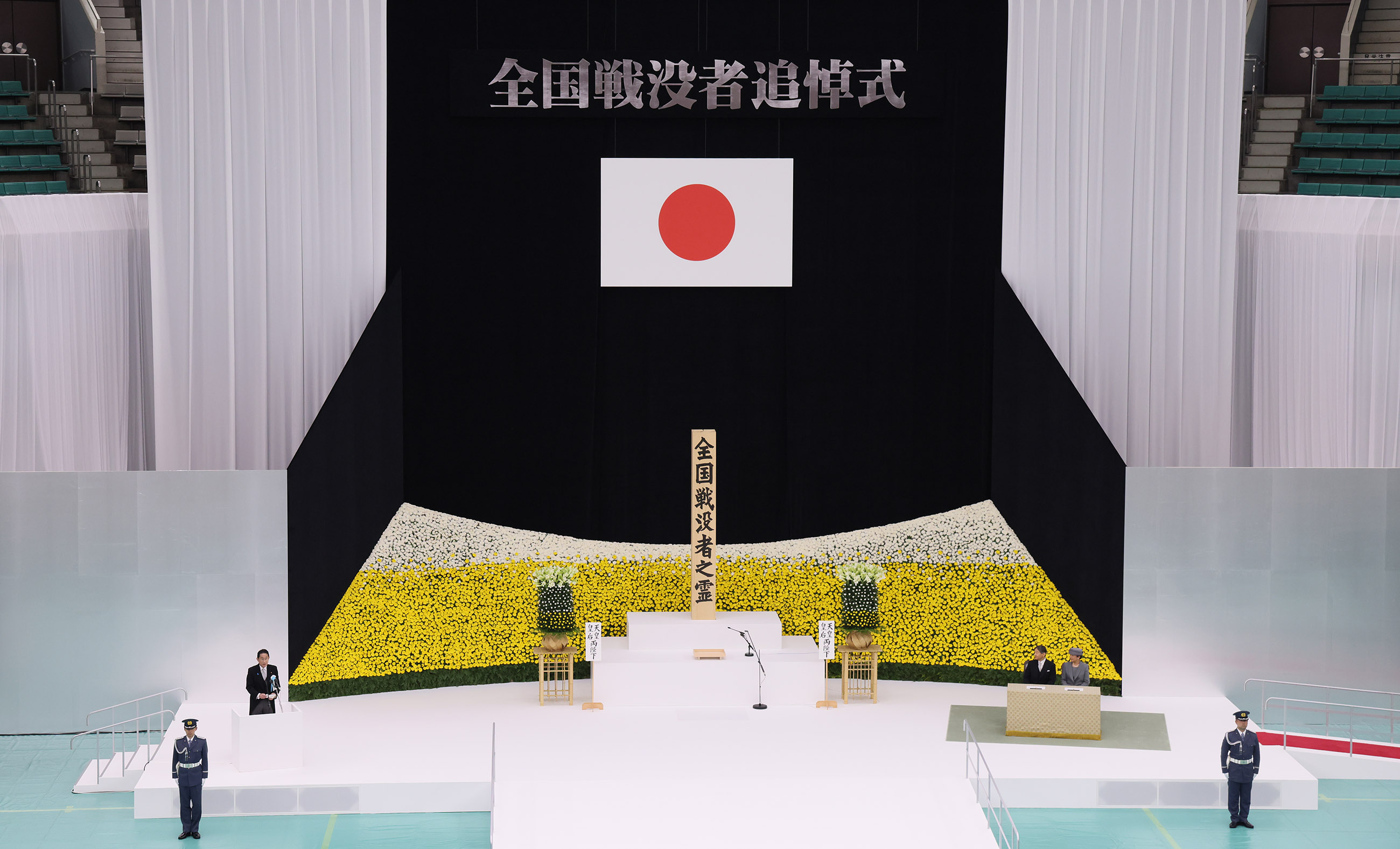
終戦記念日に行われる日本政府主催の全国戦没者追悼式

日本政府は、8月15日を「戦没者を追悼し平和を祈念する日（せんぼつしゃをついとうしへいわをきねんするひ）」として、全国戦没者追悼式を主催する。市井では終戦記念日（しゅうせんきねんび）や終戦の日（しゅうせんのひ）と称され、政治団体・非営利団体 (NPO) らが平和集会を催す。
日本では太平洋戦争（日中戦争）の終結日にについて、下記のとおり諸説ある。
1. 1945年（昭和20年）8月15日：正午からラジオで放送された玉音放送により、前日に決まったポツダム宣言受諾及び日本の降伏が国民に公表された日。日本政府が軍に武装解除とアメリカ・イギリス・中国などの連合軍への投降命令を発し、連合国もそれを受け戦闘を止めた。
2. 1945年（昭和20年）9月2日：日本政府が、ポツダム宣言の履行等を定めた降伏文書（休戦協定）に調印した日。
3. 1952年（昭和27年）4月28日：日本国との平和条約（サンフランシスコ平和条約）の発効により、国際法上、連合国各国（ソビエト連邦などの東側諸国を除く）と日本の戦争状態が終結した日。

4月28日は、サンフランシスコ平和条約が発効して日本が完全な独立を回復した日であることから、「主権回復の日」や「サンフランシスコ条約発効記念日」とも呼ばれる。連合国軍の占領下にあった1952年（昭和27年）4月27日までの新聞は、9月2日を降伏の日や降伏記念日や敗戦記念日と称した。

### 歴史
1945年7月26日に、英中米の3か国（のちにソ連も参加）はポツダム宣言を発し、日本軍の無条件降伏を要求した。日本政府は、日ソ中立条約があるソ連に和平講和の仲介を託していたが、8月6日に広島市に原子爆弾が投下され、8月8日未明にソ連対日宣戦布告、8月9日に広島市に続き長崎市にも原子爆弾が投下されるという重大事態が続いた。

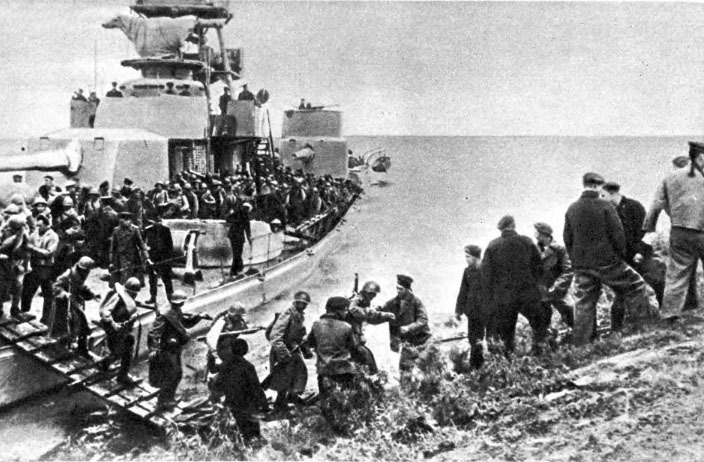
松花江で進軍を続けるソ連軍（8月10日）

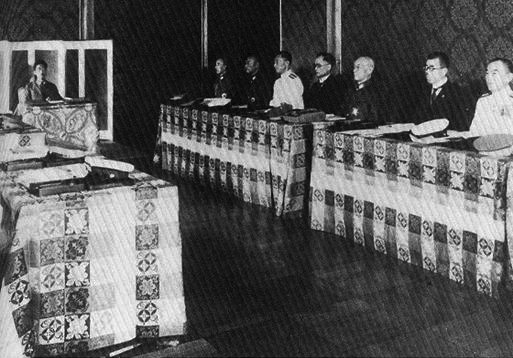
御前会議（8月14日午前11時/日本標準時）

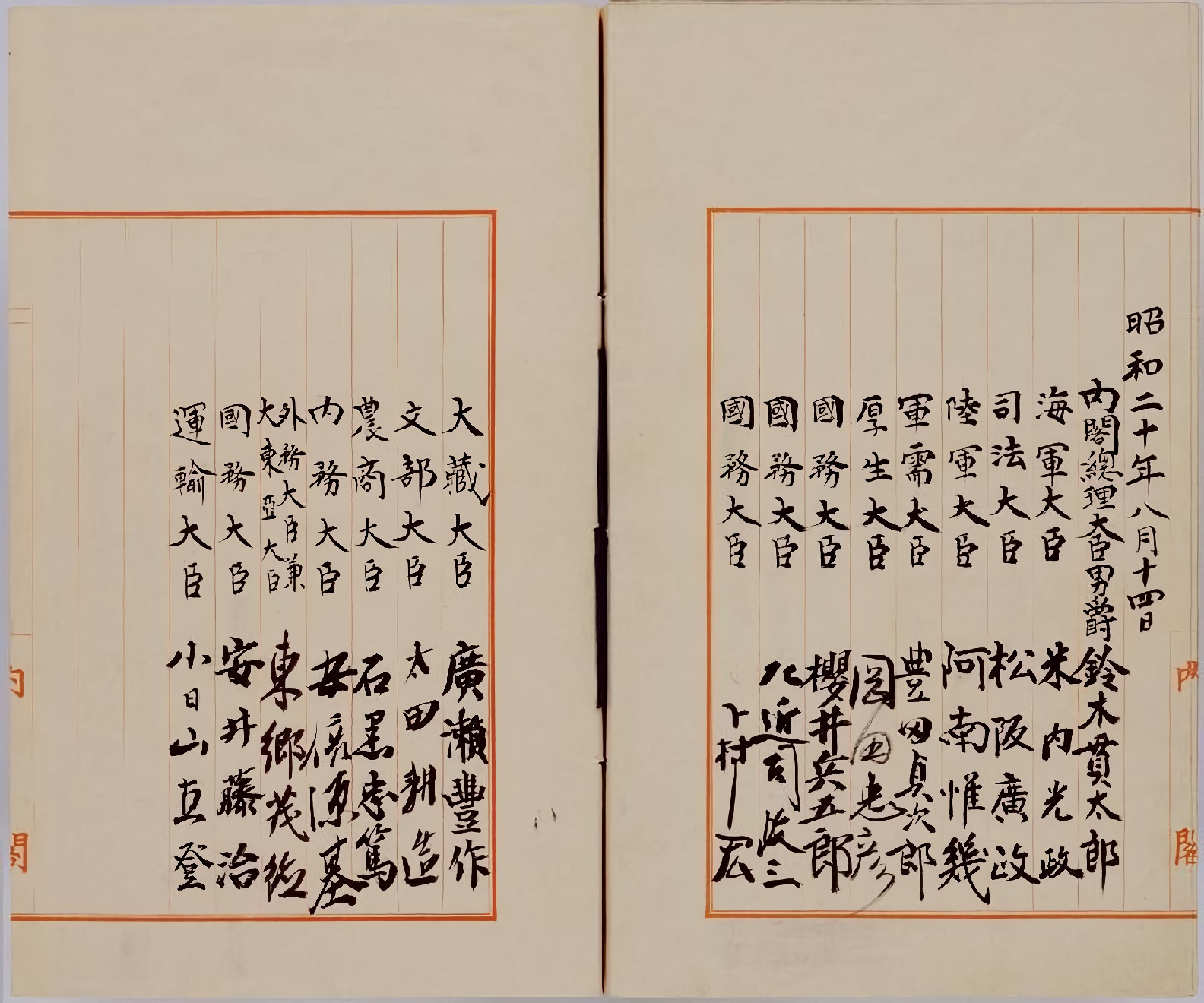
終戦の詔書の国務大臣署名欄（8月14日）

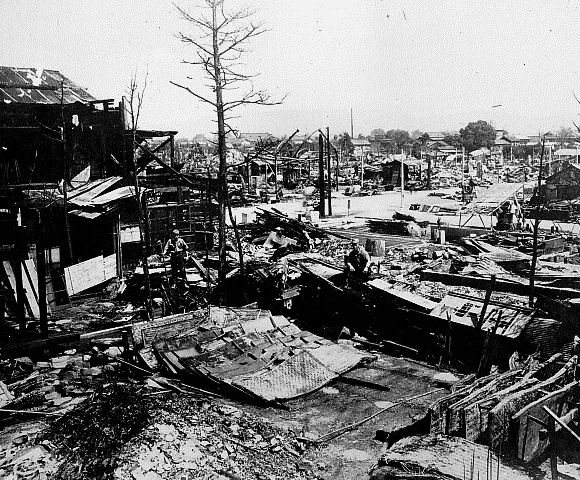
小田原空襲後の市街地（8月15日）

8月10日午前0時3分から行われた御前会議での議論は、東郷茂徳外相、米内光政海相、平沼騏一郎枢密院議長は、天皇の地位保障のみを条件とするポツダム宣言受諾を主張、それに対し阿南惟幾陸相、梅津美治郎陸軍参謀総長、豊田副武軍令部総長は「受諾には多数の条件をつけるべきで、条件が拒否されたら本土決戦をするべきだ」と受諾反対を主張した。
しかし、唯一の同盟国となっていた大ドイツ国政府が5月8日に無条件降伏したことで、イギリスとアメリカ、オーストラリアやカナダなどの連合軍は日本本土に迫っており、さらに唯一の頼みの綱であった元中立国のソ連も先日の宣戦布告により日本への侵攻を開始しており、北海道上陸さえ時間の問題であった。ここで鈴木貫太郎首相が昭和天皇に発言を促し、天皇自身が和平を望んでいることを直接口にしたことにより御前会議での議論は降伏へと収束し、8月10日の午前3時から行われた閣議で承認された。
日本政府は、ポツダム宣言受諾により全日本軍が降伏を決定する事実を、8月10日の午前8時に海外向けのラジオ国営放送を通じ、日本語と英語で3回にわたり世界へ放送し、同盟通信社からモールス通信で交戦国に直接通知が行われた。中立国の加瀬俊一スイス公使と岡本季正スウェーデン公使より、8月11日に両国外務大臣に手渡され、両国より連合国に渡された。しかしその後も日本政府と軍内部、特に鈴木首相や東郷外相らと阿南陸相ら陸海軍の上層部内で意見が紛糾し、御前会議での決定を知らされた陸軍省では、天皇の元の会議で決定されたにもかかわらず、徹底抗戦を主張していた多数の将校から激しい反発が巻き起こった。
8月10日午前11時からソ連大使館側の要請により、貴族院貴賓室において東郷外相とヤコフ・マリク駐日ソ連大使の会談が行われた。その中で、マリク大使より正式に対日宣戦布告の通知が行われたのに対し、東郷外相は「日本側はソ連側からの特使派遣の回答を待っており、ポツダム宣言の受諾の可否もその回答を参考にして決められる筈なのに、その回答もせずに何をもって日本が宣言を拒否したとして突然戦争状態に入ったとしているのか」とソ連側を強く批判した。8月10日夜はにソ連軍による南樺太への侵攻も開始された。
ポツダム宣言を受諾することが日本政府で決定されたものの、この時点では日本軍や日本国民に対してもそのことは伏せられており、さらに停戦も全軍に対して行われておらず、それは連合国にとっても同様であった。そのことから、8月10日午前8時の日本政府のポツダム宣言受諾より、日本軍戦闘停止の勅令（玉音放送）が下る8月15日正午までの5日間の「日本陸海軍のための敗戦調整期間」に亡くなった両軍の戦闘員と民間人は「無駄死に」と言われことがある。
8月12日午前0時過ぎ、連合国はアメリカのジェームズ・F・バーンズ国務長官による返答、いわゆる「バーンズ回答」を行った。その回答を一部和訳すると「降伏の時より、天皇及び日本国政府の国家統治の権限は、降伏条項の実施の為其の必要と認むる処置を執る連合軍最高司令官に『subject to』する」というものであった。外務省は「subject to」を「制限の下に置かれる」だと緩めの翻訳・解釈をしたが、参謀本部はこれを「隷属する」と曲解して阿南陸相に伝えたため、軍部強硬派が国体護持について再照会を主張し、鈴木首相もこれに同調した。
8月13日午前9時から行われた、軍と政府の最高戦争指導会議では「バーンズ回答」をめぐり再度議論が紛糾した上、この日の閣議は2回行われ、2回目に宣言の即時受諾が優勢となった。しかし1日以上経っても「バーンズ回答」に対して日本政府側からの回答がなかったため、アメリカ軍と政府では「日本の回答が遅い」という意見が起きており、13日夕刻に日本政府の決定を訝しむアメリカ軍が、「バーンズ回答」と早期の申し入れを記したビラを東京に散布している。さらに日本政府はポツダム宣言受諾の意思を軍の前線と日本国民に伝えなかったため、日本政府の態度を懐疑的に見たイギリス軍やアメリカ軍との戦闘や爆撃は継続され、千葉（下記参照）や小田原、熊谷や土崎などへの空襲が継続された。

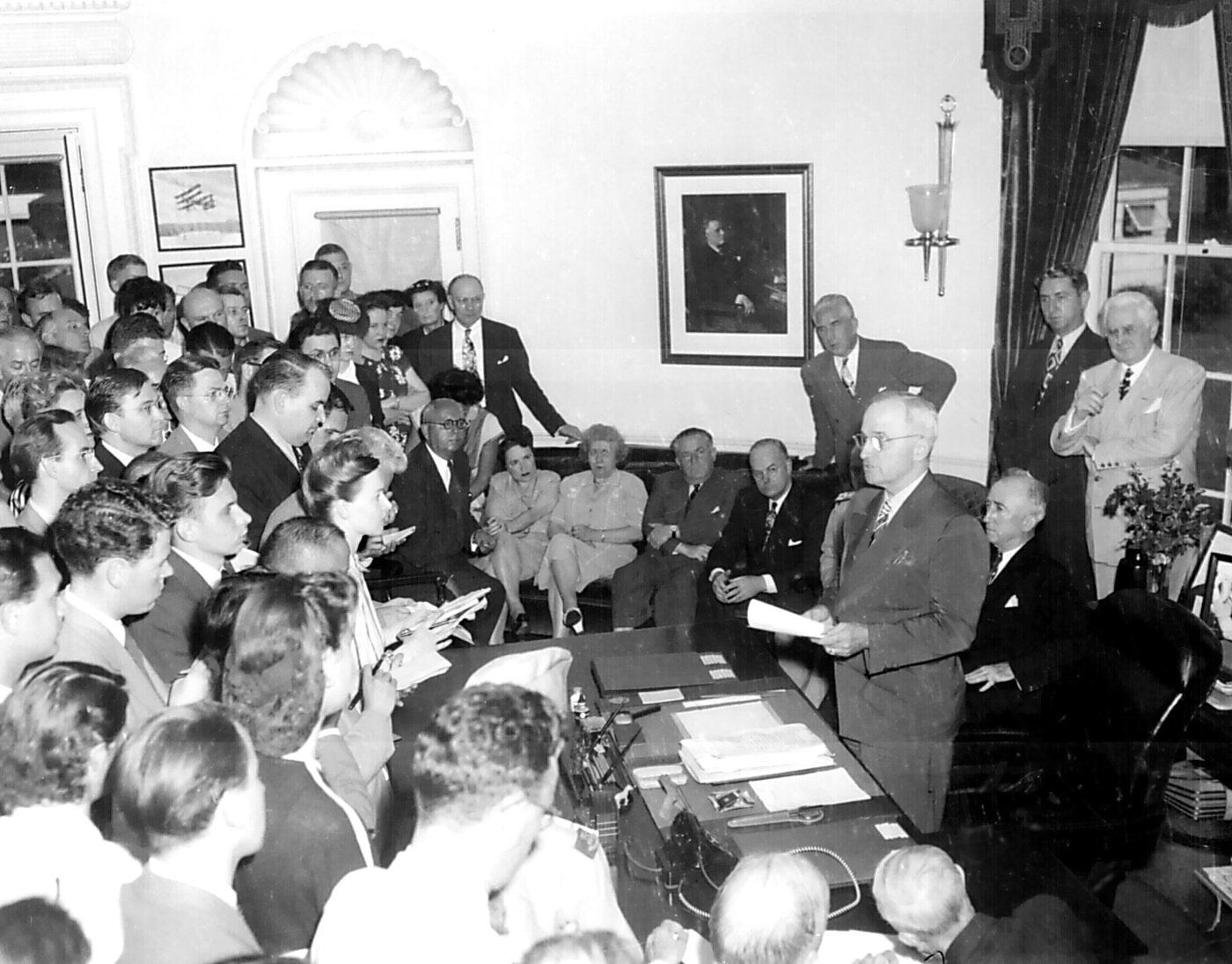
日本のポツダム宣言受諾を発表するトルーマン大統領（8月14日/東部標準時）

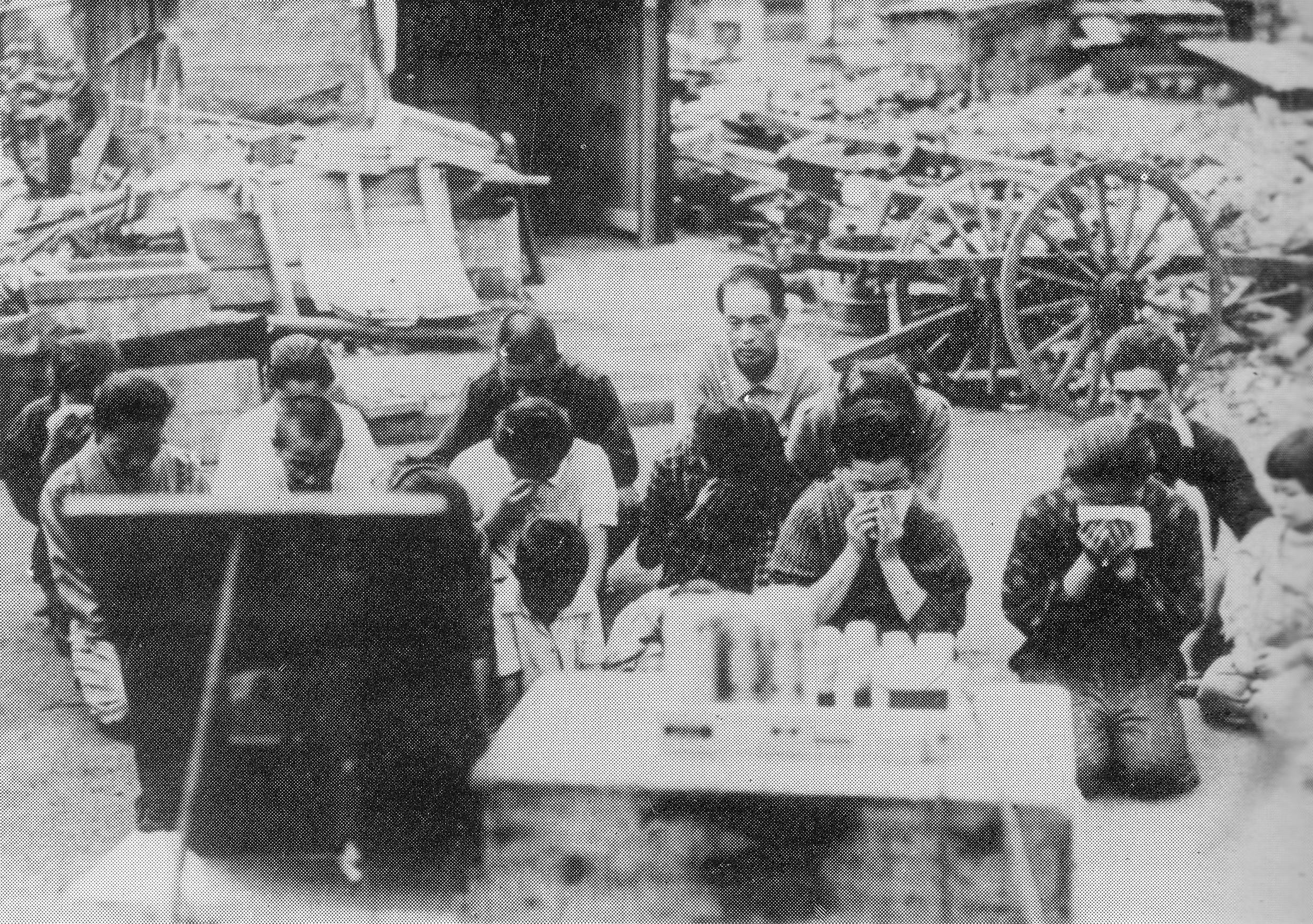
玉音放送を聞く日本国民（1945年8月15日午後12時）

8月14日午前11時より行われた再度の御前会議では、まだ阿南陸相や梅津陸軍参謀総長らが戦争継続を主張したが（この時阿南陸相や梅津陸軍参謀総長は陸軍内でクーデターが起こることを認知していた）、昭和天皇が「私自身はいかになろうと、国民の生命を助けたいと思う。私が国民に呼び掛けることがよければいつでもマイクの前に立つ。内閣は至急に終戦に関する詔書を用意して欲しい」と訴えたことで、鈴木首相は至急詔書勅案奉仕の旨を拝承し、14日夕方に閣僚による終戦の詔勅への署名、深夜に昭和天皇による玉音放送が録音された。夕方に加瀬スイス公使を通じて、宣言受諾に関する詔書を発布した旨、受諾に伴い各種の用意がある旨が連合国側に伝えられた。
阿南陸相は御前会議の直後に井田正孝中佐ら陸軍のクーデター首謀者と会い「御聖断は下ったのである。いまはそれに従うばかりである。不服のものは自分の屍を越えていけ」と説いた。しかし8月15日未明、「聖断」をも無視する椎崎二郎中佐や井田正孝中佐などの狂信的な陸軍軍人らにより、玉音放送の録音音源の強奪とクーデター未遂事件が皇居を舞台に発生、森赳近衛師団長が殺害されたが、15日朝に鎮圧される（宮城事件）など、ポツダム宣言受諾をしたにもかかわらず陸軍内で争いが起きていた。午前6時過ぎにクーデター発生を伝えられた昭和天皇は「自らが兵の前に出向いて諭そう」と述べている。
8月15日正午の昭和天皇による玉音放送をもって、改めてポツダム宣言受諾を全国民と全軍に表明し、戦闘行為は停止された。昭和天皇がラジオで国民に向けて直接話すのはこれが初めてのことであった。
日本においても、ポツダム宣言の受諾により降伏したということは一般に広く知られているものの、「無条件降伏」という言葉が、実質的な無条件降伏同様のものであることを意味するのか、あるいは「ポツダム宣言を無条件受諾した」という意味であるのかは、曖昧に使われている。早稲田大学教授の有馬哲夫は、一部マスコミが主張する「日本が無条件降伏した」という言葉は間違いで、日本はドイツのような軍と政府を含む無条件降伏ではなく、政府が「ポツダム宣言」での英米中ソの連合国側の諸条件を受諾した上での降伏であったと指摘している。
公式な第二次世界大戦の最後の戦死者は、8月15日の午前10時過ぎに、イギリス海軍空母「インディファティガブル」から化学製品工場を爆撃すべく千葉県長生郡に飛来したグラマン TBF アヴェンジャーらが日本軍に撃墜され、乗組員3名が死亡したものだった。同作戦でスーパーマリン シーファイアが零式艦上戦闘機との戦闘で撃墜され、フレッド・ホックレー少尉が無事パラシュート降下し陸軍第147師団歩兵第426連隊に捕えられ、その約1時間後に玉音放送があったもののそのまま解放されず、夜になり陸軍将校により斬首された事件も発生した（一宮町事件）。
また、8月9日の日本に対する宣戦布告によるソ連軍の日本進攻は、8月15日正午以降も第5方面軍の南樺太死守命令により、南樺太の第88師団がソ連軍進駐を拒否したことで、8月22日の停戦交渉成立まで武力攻撃として続き、その後は9月2日の日本との降伏文書調印後も平和的進駐として千島諸島各島への進出が続くこととなった。
南樺太、満洲などは、沖縄戦と同様に民間人を巻き込んだ凄惨な地上戦となった。満洲で逃げ遅れた日本人開拓民らは混乱の中で生き別れ、のちに中国残留孤児問題として残ることとなった。結局ソ連軍は満洲に加え、日本領土の南樺太、北千島、択捉、国後、色丹、歯舞、朝鮮半島北部の全域を完全に支配下に置いた9月5日に、すべての進軍を終了した。
地上戦が行われた沖縄県では、6月23日に組織的な日本軍の抵抗が終結した。このため現在、沖縄県では6月23日を沖縄慰霊の日として県の休日に制定している。アメリカ軍による正式な沖縄戦の終結宣言は7月2日であるが、沖縄県征服は6月30日と記録している。しかし沖縄戦ではその後も日本軍による抵抗が続いた。南西諸島守備軍代表は9月7日、嘉手納の米軍第10軍司令部で降伏調印し、沖縄戦は公式に終結した。このため、沖縄県の公式慰霊施設である平和の礎では、沖縄戦終結の日を9月7日としている。

### 法律
日本国の法律上は、引揚者給付金等支給法（昭和32年［1957年］法律第109号）では8月15日を終戦の基準とし、引揚者等に対する特別交付金の支給に関する法律（昭和42年［1967年］法律第114号）は8月15日を「終戦日」（しゅうせんび）と呼んでいる。
1948年（昭和23年）に日本の国会で、8月15日を「追憶の日」とする議論があった。

#### 全国戦没者追悼式
1963年5月14日の閣議決定（第2次池田第2次改造内閣）により、同年から8月15日に政府主催で全国戦没者追悼式が行われるようになり、1965年から東京都千代田区の日本武道館で開催された。
1982年4月13日に、8月15日を「戦没者を追悼し平和を祈念する日」とすることが閣議決定された（鈴木善幸改造内閣）。
「戦没者を追悼し平和を祈念する日」について（昭和57年［1982年］4月13日閣議決定）：鈴木善幸改造内閣
1. 趣旨 先の大戦において亡くなられた方々を追悼し平和を祈念するため、「戦没者を追悼し平和を祈念する日」を設ける。
2. 期日 毎年8月15日とする。
3. 行事 政府は、「戦没者を追悼し平和を祈念する日」に、昭和38年［1963年］以降毎年実施している全国戦没者追悼式を別紙のとおり引き続き実施する。 
  - 別紙 全国戦没者追悼式の実施について
    1. 全国戦没者追悼式は、天皇皇后両陛下の御臨席を仰いで、毎年8月15日、日本武道館において実施する。
    2. 本式典における戦没者の範囲及び式典の形式は、昭和56年（1981年）の式典と同様とする。
    3. 本式典には、全国から遺族代表を国費により参列させる。
    4. 式典当日は、官衙等国立の施設には半旗を掲げることとし、地方公共団体等に対しても同様の措置をとるよう勧奨するとともに、本式典中の一定時刻において、全国民が一斉に黙とうするよう勧奨する。

### 学校教科書
日本における小学校社会科教科書や中学校社会科教科書（歴史分野）の多くは、終戦の日を8月15日と記し、9月2日については言及していないものもある。サンフランシスコ講和条約については、締結日の1951年9月8日について言及しているが、発効日の1952年4月28日に言及していないものもある。
高等学校日本史教科書の多くは、終戦の日を9月2日としている。8月15日は「戦争が終結することをラジオ放送で国民に知らせた日」と記されているものが多い。例えば、山川出版社の『詳説日本史』では、以下の記述となっている。

### 忘れてはならない4つの日
上皇明仁は2019年8月15日、「忘れてはならない日」として、沖縄慰霊の日（6月23日）・広島原爆の日（8月6日）・長崎原爆の日（8月9日）・終戦記念日（8月15日）を挙げ、これを受け、宮内庁公式ウェブサイトでは「戦没者慰霊 忘れてはならない4つの日」と題して掲載している。

### 「終戦の日」を題材とした作品
- 日本のいちばん長い日 - 岡本喜八監督の代表作。1945年8月15日前後の政府中枢部の動きを描いた日本映画。原作は半藤一利。
- 終戦日記 - 詳細は当該項目を参照。

### 備考
- 日本のテレビ番組やドキュメンタリー番組などで度々使われる「終戦を祝う世界の人々」の映像の多くは、8月11日に撮影されたものだという。この日に大日本帝国政府は「国体の護持」を条件にポツダム宣言の受諾を打電したことが流され、正式な降伏と錯覚した人々が騒いだのが真相のようである。[要出典]
- 当時中立国だったスウェーデンに避難していた朝日新聞欧州特派員・衣奈多喜男の回想記[9]によると、現地では8月10日に日本がポツダム宣言受託して降伏する旨の報道があり、日本大使館からも同様の声明があったとされたが、実際には停戦命令はなかったという。

## 各国
先に述べたように、第二次世界大戦終結の日の認識は国によって異なっており、日本では一般に8月15日を終戦の日としている。一方、連合国などでは1945年9月に第二次世界大戦は終結したと認識されており、アメリカ合衆国では9月2日にハリー・トルーマン大統領が降伏文書調印後に全国民向けのラジオ放送で演説で「VJデー」とすることを宣言し、9月2日が対日戦勝記念日となっている。中華民国などでは翌日の9月3日が第二次世界大戦の終結日として認識されている。

### 日本
日本では、一般的には通常8月15日が「終戦の日」「終戦記念日」とされている。ただしこれは法的に定義されたものではなく、日本政府は「終戦記念日」を定めていない。一方で村山内閣総理大臣談話「戦後50周年の終戦記念日にあたって」（村山談話）などでは8月15日を「終戦記念日」としている。

### 8月15日とする国
- イギリス：イギリスは、8月15日を「VJデー」、つまり対日戦勝利の日としている[12]。
- 大韓民国：朝鮮半島、現在の大韓民国と朝鮮民主主義人民共和国は、日本政府が降伏文書に調印した9月2日に日本の統治から正式に外された。8月15日を「光復節」としている。
- 朝鮮民主主義人民共和国：8月15日を「解放記念日」としている。

### 9月2日とする国
アメリカ合衆国、フランス、ロシア、カナダでは、9月2日を対日戦勝記念日（英語版：Victory over Japan Day）と呼んでいる。当時のアメリカ合衆国大統領トルーマンは、降伏文書に調印した9月2日を「V-J Day」として宣言した。この日は東京湾上のアメリカ戦艦ミズーリにおいて、日本側を代表して重光葵外相、梅津美治郎参謀総長、連合国を代表して連合国最高司令官のマッカーサー元帥が署名した。
- アメリカ合衆国：1995年9月2日に、対日戦勝50周年を記念して記念切手が発行された。ただし、州レベルでは8月14日や8月15日（下記#日本の終戦の日参照）とされることも多い。
- カナダ：2005年に、戦勝60周年を記念して「Victory 2-9-45」と刻印されたメイプルリーフ銀貨を発行した。
- フランス：2000年に、終戦記念日（フランス語: Fête de la victoire de 1945）である5月8日のVEデーに、反ファシズム戦争の勝利55周年を記念してイベントが開催された[13]。2000年9月2日に、対日戦勝55周年を記念する式典がフランス国防省主催で行なわれた[14]。

### 9月3日とする国
- 中華民国：旧ソ連と同じく、9月3日を「軍人節」や「抗日戦争勝利の日」としている。
- 中華人民共和国：9月3日を「抗日戦争勝利記念日」と称して、2015年に「抗日戦勝70周年式典」を行った[15][16]。2025年には「抗日戦勝80周年式典」が行われる[17]。
  -  香港[18]
  -  マカオ[19]
- ロシア：ロシア連邦は当初、9月3日のソ連の対日戦勝記念日を引き継いでいた。2010年に一旦9月2日を「第二次世界大戦終結記念日」に指定したものの、2020年に再び9月3日が「第二次大戦終結の日」と指定され、対日感情悪化に伴いさらに2023年には「軍国主義日本に対する勝利と第二次大戦終結の日」と改称[20]され、現在に至る。このほか独ソ戦の終結日である5月9日を「大祖国戦争終結記念日」として祝日に制定している。
  -  ソビエト連邦では、対日戦勝記念日は9月3日であった。これは、降伏文書に調印した1945年9月2日の翌日に、対日戦勝祝賀会が行われたことにちなむ。